# Gustáv Husák
Gustáv Husák, né le 10 janvier 1913 à Dúbravka (banlieue de Bratislava) et mort le 18 novembre 1991 à Bratislava, est un homme d'État slovaque, président de la République socialiste tchécoslovaque de 1975 à 1989.

## Sa vie
Fils d'un ouvrier au chômage, il devient très tôt communiste. Il rejoint les rangs de l'Union des jeunesses socialistes alors qu'il est lycéen à Bratislava. En 1933, alors qu'il commence ses études, il devient membre du parti communiste tchécoslovaque (KSČ). Il devient avocat à Bratislava. Durant la guerre, il est à plusieurs reprises interné pour activités communistes illégales (le parti a été interdit par le gouvernement « clérical-fasciste » de Jozef Tiso). En 1944, il est l'un des meneurs de la résistance contre les nazis et le régime totalitaire et corporatiste de Mgr Tisoa, lié à l'Allemagne.
Après-guerre, il est membre du gouvernement régional slovaque et dirigeant du parti communiste tchécoslovaque. En tant que quasi Premier ministre de Slovaquie (président du Conseil des commissaires), il prend une part active dans la « liquidation » du Parti démocratique slovaque qui avait gagné les élections en 1946 avec 62 % des voix : cette victoire était de nature à empêcher la prise de pouvoir des communistes en Tchécoslovaquie. Après cette « liquidation », la voie est libre pour le Coup de Prague qui aura lieu en février 1948.
En 1950, il est victime des « purges » au sein du parti et il est condamné à la prison à vie, pour nationalisme slovaque bourgeois  alors qu'il avait joué un rôle déterminant dans sa liquidation. Communiste convaincu, il fait appel de sa condamnation et demande une révision de son procès. Le président de la République, Antonín Novotný, rejette toute clémence, d'une part parce que « on ne sait pas de quoi il sera capable quand il sera au pouvoir », d'autre part en raison d'une « slovaquophobie » avérée de Novotný. Husák est finalement libéré en 1963 et réintégré au sein du parti dans le cadre du processus de déstalinisation. Il devient vice-président du gouvernement et il dirige alors une commission d'experts composée de 36 historiens membres du parti communiste. En 1968, il est membre du bureau politique du KSČ et soutient initialement la politique de son compatriote Alexander Dubček.
Alors que l'Union soviétique est de plus en plus inquiète des réformes du Printemps de Prague, Husák appelle à la « modération ». Membre de la délégation tchécoslovaque qui se rend à Moscou, il devient le leader de ceux qui, voyant l'équipe de Leonid Brejnev se raidir, souhaitent stopper les réformes de Dubček. Ayant passé treize années de sa vie en prison, Husák est pragmatique et intelligent - le vent tourne : en avril 1969, il devient premier secrétaire du parti, en remplacement de Dubček, et se définit d'abord comme un centriste, entre les partisans des réformes et les conservateurs. Ensuite, il s'aligne peu à peu sur la position soviétique.
Bénéficiant du soutien de Moscou, il domine rapidement l'appareil du parti communiste tchécoslovaque avant de devenir président de la République en 1975. Les deux décennies du leadership de Husák sont connues sous le nom de « normalisation » : les relations avec Moscou sont plus étroites que jamais et Prague devient l'élève modèle et le vassal soumis : « quel est le pays le plus neutre du monde ? » demande alors l'humour populaire… « …c'est la Tchécoslovaquie : elle ne se mêle même pas de ses affaires intérieures ! » ; d'autres blagues jouent sur le patronyme Husák signifiant « jars » dont on prête au président la hargne et les facultés intellectuelles. Sans être aussi sanglante que dans d'autres pays du bloc de l'Est, la domination du PC est totale grâce, entre autres, à l'omniprésence de la StB, la police politique qui contrôle étroitement les activités des citoyens, réprime toute tentative d'association indépendante et surveille sans relâche les dissidents (qui signent la Charte 77).

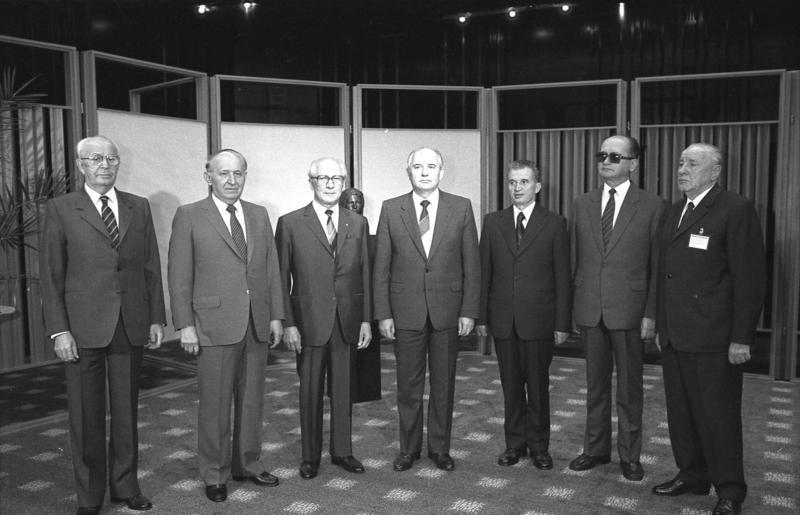
Photo des leaders de l'Europe de l'Est lors d'un sommet du pacte de Varsovie : Gustav Husák, Todor Jivkov, Erich Honecker, Mikhaïl Gorbatchev, Nicolae Ceaușescu, Wojciech Jaruzelski et János Kádár en 1987.

En 1987, Husák laisse la direction du parti aux leaders issus d'une génération plus jeune. Le 10 décembre 1989, il démissionne de son poste de président à la suite de la Révolution de velours. En février 1990, il est exclu du parti et meurt, dans une indifférence quasi-générale, le 18 novembre 1991.

## Fonctions occupées
Parti communiste tchécoslovaque (KSČ illégal en 1938, auto-dissout en 1939-1945)
- 1933-1938/1939 et de décembre 1989 à février 1990 : simple membre
- printemps 1945 : membre du Comité central provisoire (actif dans la partie de la Tchécoslovaquie libérée par l'Armée Rouge)
- 1949-1951 et du 31 août 1968 à 1989 : membre du Comité central et (a l'exception de 1949-1951), membre du présidium
- Avril 1969 - 1987 : Premier secrétaire du présidium et à partir de 1971 secrétaire général
- 17 décembre 1987 : démission du poste de secrétaire général (remplacé par Miloš Jakeš)

Parti communiste slovaque (KSS illégal en 1939-1944/1945)
- 1939-1945 : membre prééminent
- 1943-1944 : membre du Comité central illégal
- 1944-1950 et 1968-1971 : membre du Comité central et (excepté en 1944-1948) secrétaire du Comité central et (excepté en 1970-1971) membre du présidium
- 1944-1945 : vice-président
- 28 août 1968-1969 : à la tête du parti ("premier secrétaire")

Conseil national slovaque (pendant la deuxième guerre mondiale, organe de la résistance, à partir de 1968 parlement slovaque)
- 1943-1944 : l'un des principaux organisateurs
- 1944-1950 et de décembre 1968 à 1971 : député
- 1944-1950 : membre du présidium
- 1944-1945 : vice-président

Conseil des commissaires (Zbor povereníkov) (un quasi-gouvernement responsable de la partie slovaque)
- 1944-1945 : Commissaire à l'Intérieur
- 1945-1946 : Commissaire aux transports et à la technologie
- 1946-1950 : Président du Conseil des commissaires, fonction dans laquelle il joue un rôle actif dans l'élimination de l'influent Parti démocrate slovaque par les communistes
- 1948-1950 : Commissaire à l'agriculture et aux réformes agraires
- 1949-1950 : Commissaire pour l'alimentation

Parlement tchécoslovaque (appelé Assemblée nationale et à partir de 1968 Assemblée fédérale)
- 1945-1951 et 1968-1975 : député
- 1969-1975 : membre du présidium

Gouvernement tchécoslovaque
- 1968 (avril-décembre) : vice-président du gouvernement d'Alexander Dubček, époque du Printemps de Prague
- 1975-1989 : président de la République
- 10 décembre 1989 : démission du poste de président à la suite de la Révolution de Velours